# Église du Pasquart
 (janvier 2024).
La mise en forme du texte ne suit pas les recommandations de Wikipédia : il faut le « wikifier ».
Les points d'amélioration suivants sont les cas les plus fréquents. Le détail des points à revoir est peut-être précisé sur la page de discussion.
- Les titres sont pré-formatés par le logiciel. Ils ne sont ni en capitales, ni en gras.
- Le texte ne doit pas être écrit en capitales (les noms de famille non plus), ni en gras, ni en italique, ni en « petit »…
- Le gras n'est utilisé que pour surligner le titre de l'article dans l'introduction, une seule fois.
- L'italique est rarement utilisé : mots en langue étrangère, titres d'œuvres, noms de bateaux, etc.
- Les citations ne sont pas en italique mais en corps de texte normal. Elles sont entourées par des guillemets français : « et ».
- Les listes à puces sont à éviter, des paragraphes rédigés étant largement préférés. Les tableaux sont à réserver à la présentation de données structurées (résultats, etc.).
- Les appels de note de bas de page (petits chiffres en exposant, introduits par l'outil «  Source ») sont à placer entre la fin de phrase et le point final[comme ça].
- Les liens internes (vers d'autres articles de Wikipédia) sont à choisir avec parcimonie. Créez des liens vers des articles approfondissant le sujet. Les termes génériques sans rapport avec le sujet sont à éviter, ainsi que les répétitions de liens vers un même terme.
- Les liens externes sont à placer uniquement dans une section « Liens externes », à la fin de l'article. Ces liens sont à choisir avec parcimonie suivant les règles définies. Si un lien sert de source à l'article, son insertion dans le texte est à faire par les notes de bas de page.
- La présentation des références doit suivre les conventions bibliographiques. Il est recommandé d'utiliser les modèles {{Ouvrage}}, {{Chapitre}}, {{Article}}, {{Lien web}} et/ou {{Bibliographie}}. Le mode d'édition visuel peut mettre en forme automatiquement les références.
- Insérer une infobox (cadre d'informations à droite) n'est pas obligatoire pour parachever la mise en page.

Pour une aide détaillée, merci de consulter Aide:Wikification.
Si vous pensez que ces points ont été résolus, vous pouvez retirer ce bandeau et améliorer la mise en forme d'un autre article.
 (janvier 2024).
Si vous disposez d'ouvrages ou d'articles de référence ou si vous connaissez des sites web de qualité traitant du thème abordé ici, merci de compléter l'article en donnant les références utiles à sa vérifiabilité et en les liant à la section « Notes et références ».
L'église du Pasquart, également appelée temple du Pasquart ou église française (en allemand Pasquart-Kirche ou Französische Kirche), est une église protestante (évangélique réformée) de la ville de Bienne (en allemand Biel), en Suisse.

## Emplacement

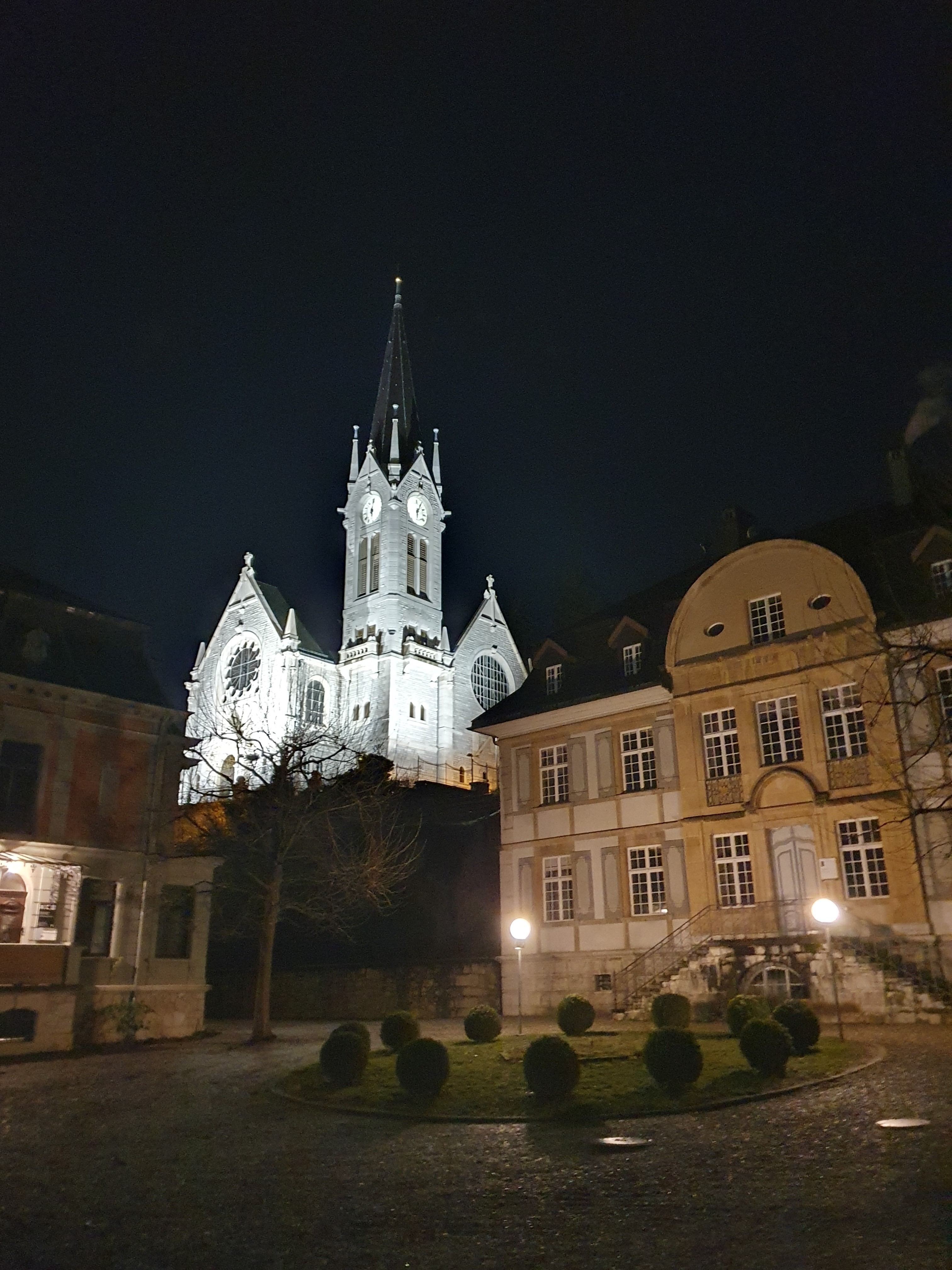
Église du Pasquart de Bienne la nuit, au premier plan le domaine de Rockhall

L'église est située dans le quartier du Pasquart (aujourd'hui partie du quartier Nouvelle ville nord) à l'ouest de la vieille ville (Altstadt). Le quartier a été construit au XIXe siècle dans le cadre de l'expansion de la ville et se caractérise par de nombreux bâtiments au style de l'historicisme. L'église se dresse au-dessus du boulevard (Faubourg du Lac) qui relie le centre-ville aux rives du lac de Bienne puis mène vers Neuchâtel.
L'église du Pasquart s'élève au-dessus du centre-ville sur une terrasse sur le versant du Jura, ce qui lui confère un effet monumental. Cet effet est encore renforcé par la pierre blanche du Jura utilisée pour les façades extérieures et est particulièrement mis en valeur par l'éclairage nocturne.
Le clocher de l'église caractérise, avec la tour de l'horloge (Zeitglockenturm) et les clochers du Temple allemand (Stadtkirche St. Benedikt) et de l'église Sainte-Marie, la silhouette autour de la vieille ville historique.
En dessous de l'église se trouve l'ancien domaine de Rockhall (Landsitz Rockhall), de style baroque précoce. L'église, le domaine et les deux villas de style néo-baroque situées symétriquement devant le domaine forment un ensemble architectural historique important.

## Histoire
Avant la construction de l'église du Pasquart, l'église de ville St-Benoît (Stadtkirche St. Benedikt), située dans la vieille ville, accueillait aussi bien des cultes protestants en allemand qu'en français. En 1893, la paroisse protestante (réformée) de Bienne décide de construire une nouvelle église pour les cultes en français. La même année, la paroisse achète la propriété qui appartenait auparavant au domaine de Rockhall.
Un concours d'architecture a lieu en 1897/98. L'architecte Armin Stöcklin fut chargé de construire l'église. L'église est construite entre 1902 et 1904. L'inauguration a lieu le 12 juin 1904. Ce n'est qu'en 1923 que l'horloge de la tour (avec des cadrans éclairés de l'intérieur la nuit) fut installée. Un an plus tard, les quatre cloches furent suspendues dans la tour.
Si l'extérieur de l'église est resté inchangé depuis sa construction, l'intérieur a été repensé et modernisé à plusieurs reprises au fil du temps, par exemple en 1951-1952 et en 2000-2001.
En 2019, une rénovation du clocher ainsi qu'un nettoyage complet des façades extérieures ont eu lieu.
L'église du Pasquart a déjà accueilli à plusieurs reprises des services religieux qui ont été diffusés à la télévision en Suisse ou dans toute l'Europe (Eurovision),,.

## Architecture
L'église du Pasquart est une église à tribunes de style néo-roman tardif en forme de croix avec un clocher latéral. Le bâtiment est constitué de maçonnerie rustique en pierre de taille et présente des structures articulées aux formes puissantes, à prédominance néo-romane.
La sculpture architecturale soignée et élaborée a été réalisée par Karl Joseph Leuch. Au-dessus du portail principal se trouve l'inscription «DIEU SOIT AVEC VOUS» en lettres majuscules sur fond doré. L'inscription est interrompue au sommet du portail principal par une représentation de la tête du Christ avec une couronne d'épines. Il y a une plaque sur la façade est qui est dédiée à Thomas Wyttenbach, le réformateur biennois et professeur d'Ulrich Zwingli.
Les trois grandes rosaces originales ont été réalisées par le peintre verrier zurichois Friedrich Berbig (1845–1923). La fenêtre ouest est dédiée à la Cène du Seigneur, la fenêtre sud à l'Évangile et la fenêtre est au Baptême. Les autres vitraux ont été réalisées par Charles Clément en 1951.
Au fil du temps, l'intérieur a été fortement purifié à plusieurs reprises, ce qui a entraîné la destruction de la plupart des aménagements intérieurs historiques d'origine, sans tenir compte de l'ensemble de l'œuvre. L'intérieur a pris sa forme actuelle en 2001.

## Cloches
Quatre cloches sont suspendues dans le clocher. Elles ont toutes été fondues par la fonderie H. Rüetschi (Aarau) et datent de 1924.
| No. | Note       | Poids   | Année |
| --- | ---------- | ------- | ----- |
| 1   | si2        | 3100 kg | 1924  |
| 2   | do dièse3  | 2000 kg | 1924  |
| 3   | mi3        | 1250 kg | 1924  |
| 4   | sol dièse3 | 600 kg  | 1924  |

## Orgue
Le premier orgue de 1907 provenait du facteur Carl Theodor Kuhn de Männedorf et se trouvait sur la tribune nord. Il disposait d'une traction pneumatique et de 21 jeux sur deux claviers et pédalier. En 1952, la manufacture Kuhn SA de Männedorf construisit un nouvel instrument situé sur la tribune sud, à traction électrique avec 30 jeux sur trois claviers et pédalier.
L'orgue actuel se trouve sur la tribune nord reconstruite et a été édifié en 2001 par le facteur Hans-J. Füglister de Grimisuat VS. L'instrument compte 40 jeux sur quatre claviers et pédalier. La traction est purement mécanique, le tirage mécanique et électrique. La composition des jeux est la suivante :
| I Grand Orgue do1–la5 |       |
| Montre                | 16′   |
| Montre                | 0 8′  |
| Flûte                 | 0 8′  |
| Principal             | 0 4′  |
| Quinte                | 2 ⁄3' |
| Doublette             | 0 2′  |
| Fourniture            | 1 ⁄3' |

| II Positif do1–la5 |        |
| Bourdon            | 8'     |
| Salicional         | 8'     |
| Montre             | 4′     |
| Nasard             | 2 ⁄3'  |
| Flûte              | 2′     |
| Tierce             | 1 3⁄5' |
| Quinte             | 1 ⁄3'  |
| Cymbale            | 1'     |
| Clarinette         | 8'     |

| III Récit expressif do1–la5 |     |
| Bourdon                     | 16′ |
| Flûte harmonique            | 8'  |
| Gambe                       | 8'  |
| Voix céleste                | 8'  |
| Flûte octaviante            | 4′  |
| Octavin                     | 2′  |
| Plein-jeu                   | 2′  |
| Bombarde                    | 16′ |
| Trompette harm.             | 8′  |
| Basson-Hautbois             | 8'  |
| Clairon                     | 4'  |

| IV Résonance expressive do1–la5 |       |
| Bourdon                         | 8'    |
| Viole de Gambe                  | 8'    |
| Flûte                           | 4′    |
| Cornet II (dès do3)             | 2 ⁄3' |
| Flageolet                       | 2′    |
| Trompette                       | 8'    |
| Voix humaine                    | 8'    |
| Tremblant                       |       |

| Pédale do1–fa3 |      |
| Soubasse       | 32′  |
| Soubasse       | 16′  |
| Basse          | 0 8′ |
| Principal      | 0 4′ |
| Bombarde       | 16′  |
| Chalumeau      | 0 4′ |

- Accouplements/tirasses : II/I, III/I, III/II, IV/I, IV/II, I/P, II/P, III/P, IV/P,
- Combinateur avec 10 x 999 combinaisons